# 路易斯·科爾德羅·克雷斯波
路易斯·科爾德羅·克雷斯波（Luis Cordero Crespo，1833年4月6日—1912年1月30日）是厄瓜多政治人物，1892年至1895年擔任厄瓜多總統。